# Мамлеевка
Мамлеевка — деревня в Белинском районе Пензенской области России. Входит в состав Балкашинского сельсовета.

## География
Расположено в 9 км к востоку от села Балкашино, на р. Большой Чембар.

## Население
| 2010 |
| ---- |
| 130  |

## История
Основана в начале XVIII в. Входила в состав Свищевской волости Чембарского уезда. После революции и до 2010 г. в составе Свищевского сельсовета. Центральная усадьба колхоза имени Карла Маркса.